# Nikah mut‘ah
Nikah mut'ah (árabe: نکاح المتعة, nikāḥ al-mutʿah), literalmente "matrimonio de placer";: 1045 o Sigheh (en persa: صیغه‎) es un tipo de contrato de matrimonio privado y de palabra o escrito practicado en el chiismo duodecimano en el cual la duración del matrimonio y la mahr deben ser especificados y acordados por adelantado.: 242 : 47–53 
Según la jurisprudencia chiita duodecimana, las precondiciones para que se pueda llevar a cabo el mutah son: la novia no debe estar casada, ella debe ser musulmana o pertenecer a Ahl al-Kitab (Gente del Libro), debe ser casta, no debe ser adicta a la fornicación y no debe ser una virgen joven (si su padre no se encuentra presente y no puede dar su consentimiento). Al finalizar el contrato, el matrimonio concluye y la mujer debe observar el iddah, un período de abstinencia de matrimonio (y de actividad sexual). El iddah intenta proveer certeza a un eventual padre en caso de que la mujer haya quedado encinta durante el matrimonio temporario.
Generalmente, el nikah mut'ah no posee una duración mínima o máxima definida. Los musulmanes sunitas, y entre los musulmanes chiitas los chiitas zaidianos, chiitas ismailies, y bohras daudíes no practican el nikah mut'ah. Sin embargo los musulmanes sunitas practican el nikah misyar, el cual es por lo general considerado un tipo de matrimonio de naturaleza similar.

## Características
El matrimonio temporal (nikah mut'ah) tiene características que lo diferencian del matrimonio permanente. La primera es el pleno y libre consentimiento de la mujer, sin el cual el matrimonio temporal no puede tener lugar. La segunda es que un hijo nacido de ese 'matrimonio' pertenecerá exclusivamante al padre a partir del momento en el que el vínculo matrimonial termine. Por otra parte, la mujer no tiene derecho a la herencia en caso de muerte del marido si los bienes de los cónyuges están en régimen de separación de bienes.[cita requerida]
No está previsto el repudio (ṭalāq) en el matrimonio temporal cuando el plazo fijado es breve, pero en el caso del matrimonio temporal de 99 años (los matrimonios temporales a menudo tienen esta forma !!), los cónyuges deben solicitar el divorcio para podrer separarse. También debido a los diversos Fatwa emitidos por los diversos Ayatollah (entre ellos Ayatollah Makarem Shirazi) "el matrimonio temporal de 99 años es igual al matrimonio permanente". Extender la validez del matrimonio más allá del plazo fijado si el marido es la misma persona no requiere la espera obligatoria de 4 meses y 10 días (tiempo necesario para verificar la paternidad de un posible hijo en curso durante el período de matrimonio), pero dicha espera es obligatoria si el marido es diferente.[cita requerida]
Hay otras diferencias sustanciales entre el matrimonio temporal (nikah mut'ah) y el matrimonio permanente que hacen que el primero sea más aceptable por parte de los jóvenes iraníes. La mujer en el matrimonio permanente no tiene derecho a trabajar fuera de casa sin el consentimiento del marido, mientras que con el matrimonio temporal la mujer es libre de trabajar, de ganar y de tener la plena posesión de sus ganancias sin tener que contribuir a los gastos de la vida conyugal, porque los contrayentes pueden acordarlo antes del matrimonio y decidir que la manutención sea solo a cargo del marido. En el matrimonio permanente, la mujer sin el consentimiento del marido no puede decidir usar ningún método anticonceptivo y para las relaciones sexuales debe someterse al marido (rechazar es un delito), mientras que en el matrimonio temporal, la mujer puede decidir unilateralmente no querer hijos y, por lo tanto, usar los métodos anticonceptivos que desea y para las relaciones sexuales no tiene la obligación de sometimiento (Tamkin), sino que incluso puede decidir un calendario para esto y el marido debe aceptar esa condición. Además, en el matrimonio permanente, la esposa debe aceptar sin condiciones el lugar elegido por el marido donde vivir la vida conyugal, mientras que en el matrimonio temporal, la esposa tiene derecho a no aceptar el lugar elegido por el marido y puede solicitar cambiar la casa conyugal. Finalmente, en el matrimonio permanente, hay una obligación de que ambos cónyuges sean de religión islámica, mientras que en el matrimonio temporal no hay ninguna obligación en base a la diferencia religiosa.[cita requerida]
Algunos eruditos musulmanes y occidentales han sostenido que tanto el nikah mut'ah como el Nikah misyar son vanos intentos musulmanes de darle un marco religioso a la prostitución que se encuentra prohibida.

## Contexto en el islam
Mut'ah, que literalmente significa alegría, es un estado en el cual se relajan las reglas del Islam. Se puede aplicar al matrimonio (el nikah mut'ah) o al Hajj (el peregrinaje obligatorio) (el Mut'ah of Hajj). El mut'ah es un tema sensible de desacuerdo entre los seguidores del Islam sunita (para quienes el nikah mut'ah se encuentra prohibido) y aquellos que adscriben al islam chiita Islam (para quienes el nikah mut'ah está permitido). Los chiitas y sunitas coinciden en que inicialmente o en los comienzos del Islam, nikah mut'ah era un contrato perfectamente legal. Pero la legalidad de la práctica en épocas posteriores es un tema de debate.

## Ejemplos en la historia
Un ejemplo histórico de nikah mut'ah es descrito por Ibn Hajar Asqalani (1372 - 1448 CE (852 AH)) en sus comentarios de la obra de Sahih al-Bukhari. Muawiyah I (602 - 680 AH), primer califa de la dinastía Omeya, acordó un contrato nikah mut'ah con una mujer de Ta'if. Ella era una esclava propiedad de un hombre llamado Banu Hazrmee. Ella recibió un estipendio anual de Muawiyah. Normalmente, los derechos de acceso sexual a una mujer esclava corresponden al dueño de la esclava como parte de sus derechos de propiedad los cuales no pueden ser compartidos o asignados, a menos que la esclava contraiga matrimonio, en cuyo caso el dueño de la esclava pierde todos sus derechos de acceso sexual.
El erudito, ‘Abd ar-Razzaq as San‘ani (744 ), relata como Saeed bin Jabeer Jubayr visitaba con frecuencia a una mujer en la Mecca. Cuando se le preguntó porqué?, él explicó que tenía un contrato de nikah mut'ah con ella y que en consecuencia visitarla era "más halal que beber agua".
En cambio, en el Sahih al-Bukhari, el matrimonio mutah está prohibido porque Ali bin Abu Talib explicó que oyó a Mahoma decir que estaba prohibido.
Tal como narra 'Ali bin Abu Talib: "En el día de khaibar, el apóstol de Allah prohibió el Mut'a (matrimonio temporario) y consumir carne de asno." mencionado en el Sahih al-Bukhari (Volumen 9, Libro 86, Número 91).

## Críticas

### El mutah como adulterio/prostitución
Los sunitas han indicado que lo consideran un "acto libidinoso bajo un manto religioso".
Algunos eruditos sunitas y chiitas sostienen que este tipo de matrimonio temporario en la época actual es equivalente a la prostitución. Luego de la publicación de un documento en el 2014 denunciando la prostitución generalizada existente en Irán, los parlamentarios iraníes sugirieron que el matrimonio mutah podía ser una solución para este problema – mediante el cual las parejas podrían registrar públicamente su unión mediante la constitución de un matrimonio mutah. En el pasado se ha propuesto la creación de casas de castidad donde las prostitutas serían ofrecidas en casas bajo control del estado, pero donde los clientes primero deberían acordar un matrimonio nikah mutah. Esta propuesta aun no ha sido ratificada por las autoridades de Irán. Según Shahla Haeri, la clase media irania considera que las autoridades religiosas fundamentalistas le han dado una fachada religiosa a la prostitución.
Algunos escritores occidentales han sostenido que el mutah se asemeja a la prostitución. Julie Parshall sostiene que el mutah es prostitución legalizada la cual ha sido convalidada por las autoridades chiitas duodecimanas. Basándose en la enciclopedia Oxford Islámica diferencia entre el matrimonio (nikah) y mutah, y sostiene que mientras que el nikah busca la procreación, el mutah solo busca la gratificación sexual. Según Zeyno Baran, este tipo de matrimonio temporario le da a los hombres chiitas un equivalente a la prostitución avalado por la religión. Elena Andreeva expresó en un escrito publicado en el 2007, que los viajeros rusos a Irán consideran el mutah "libertinaje legalizado" lo cual es indistinguible de la prostitución. Los religiosos que están a favor del mutah sostienen que el matrimonio temporal es diferente de la prostitución por varias razones, incluida la necesidad del iddah en el caso de que la pareja tenga acceso sexual. Ello significa que si una mujer contrae matrimonio bajo esta modalidad y tiene sexo, ella debe esperar algunos meses antes de casarse nuevamente y por lo tanto la mujer no puede casarse más de 3 o 4 veces por año.